# Escagerraque

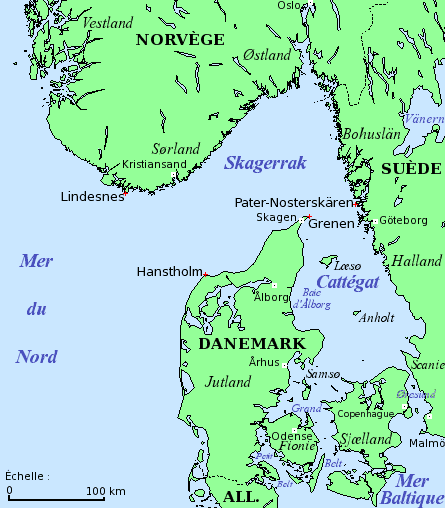
Localização do Escagerraque

O Escagerraque (em norueguês, sueco e dinamarquês Skagerrak) é um estreito entre o sul da Noruega, a Bohuslän sueca e a Jutlândia dinamarquesa. Une o Categate, a sul, e o mar do Norte, a oeste. O estreito tem um tráfego intenso, pois constitui a única passagem (além do canal de Kiel na Alemanha) ligando o mar do Norte ao mar Báltico.